# Décors Le Tallec
Camille Le Tallec (1906-1991) a préservé et créé dans son atelier environ 375 décors de peinture sur porcelaine signés aux marques Le Tallec et réalisés dans la tradition des techniques du XVIIIe siècle et XIXe siècle, perpétuées entre autres par la manufacture de Sèvres. Certains de ces décors ont été dessinés spécialement pour le joaillier américain Tiffany & Co qui entama une collaboration à partir de 1961 avec Camille Le Tallec et fit l'acquisition de l'atelier en 1990 développant dès lors leurs propres décors originaux avec les créateurs de l'atelier jusqu'à sa fermeture en 2014.

## Liste partielle des décors
Parmi l'ensemble des décors disponibles dans le savoir-faire des peintres de l'atelier, une centaine sont considérés comme les plus importants et populaires :
| - Abeilles or - Alice - Angoulême - Attributs de musique - Automne boisé - Bacchus - Bagatelle - Bande corail sur bleuets - Baron Jourdan - Bayeux - Bigouden - Black Shoulder - Bleu céleste - Bourgogne - Carrousel chinois - Cartes - Chantilly - Charmille - Chinoiseries sur or - Cirque chinois - Clairette - Clowns - Cœurs fleuris | - Corail chinois - Coral with Medallion Flower - Croisillon et Fleurs - Crépuscule des dieux - Dentelle - Dentelle fleurie - Directoire - Escalier de cristal - Famille rose - Feathers - Feuilles de chêne - Fleur de lys - Fleurs sur fond gris - Fleurs sur fond noir - Grignan - Grisé à la manière de Boucher - Guerre et Paix et Batailles de Napoléon - Guirlande de fleurs - Halcyon - Harvest - Incrustés or - Imari - Jardin | - Jardin de Chine - Joséphine - Kimono - Laque de Chine - Losanges en or - Luberon - Lulu - Madame du Barry - Marie-Antoinette - Marin en relief d'or sur blanc - Marin sur jaune - Marseille - Mauresque - Médaillon de fleurs - Médaillon de Sèvres - Mennecy - Myosotis Bleu - Napoléon III - Nuits de Chine - Ondine - Oiseaux - Oiseaux de paradis - Oiseaux de Sèvres sur or | - Or et Platine - Palmier d'or - Panache - Pastorale - Petits métiers de Paris - Plumes - Poisson de Chine - Polka - Princesse Astride - Rochas - Ronde de cygnes - Ronsard - Ruban rose - Rue de la Paix - Siam - Soleil - Taj Mahal - Treille muscate - Tulipes sur or - Tulipes royales - Valse - Viaduc des Arts - Vignes rouges - William IV |

L'atelier Le Tallec a également produit des séries spéciales, directement inspirées d'œuvres d'artistes contemporains, avec lesquels Camille Le Tallec s'était le plus souvent lié d'amitié. Se retrouvent ainsi :
- Danseurs espagnols dessiné en 1949 par Jean Toth, pour l'Opéra Garnier[5].
- Danses africaines dessiné en 1950 par Jean Toth pour la boutique Marin à Paris[6].
- Ballet, par Jean Target pour l'Opéra Garnier en 1949, avec des représentations de Paulette Dynalix, Tamara Toumanova et Yvette Chauviré.
- Ladies dessiné en 1945 par Louis Touchagues[7].
- Poissons dessiné en 1945 par Louis Touchagues[8].
- Combats de Coqs par Lucien Louvegnies.